# Extra Life
Extra Life war eine US-amerikanische Folk-Rock- und RIO-Band, die im Jahr 2006 als Soloprojekt des Gitarristen und Sängers Charlie Looker in Brooklyn, New York City, gegründet wurde. Am 10. April 2012 erschien ihr drittes und letztes Studioalbum „Dream Seeds“.

## Geschichte
Charlie Looker, der bis dahin mit anderen meist experimentellen Bands wie etwa Zs und Dirty Projectors zusammengearbeitet hatte, verließ diese Gruppen 2006, um sein Soloprojekt Extra Life zu starten. Mit einer ersten EP ging er rund um New York City auf Tournee. Zwei Jahre später begann er, weitere Mitglieder für Extra Life zu rekrutieren; das im Mai 2008 veröffentlichte Debütalbum Secular Works nahm Extra Life bereits als Quartett auf. Auf dem zweiten Album Made Flesh, das als Quintett aufgenommen wurde, war von der Stammbesetzung außer Charlie Looker nur noch Bassist Anthony Gedrich übrig geblieben; Schlagzeuger Ian Antonio war jedoch als Gastperkussionist weiterhin an den Aufnahmen beteiligt.
Am 13. November 2012 gaben Extra Life ihre Auflösung bekannt. Das letzte Konzert spielten sie am 19. Januar 2013 in Brooklyn.

## Stil und Rezeption
Als Einflüsse nennt die Band unter anderem die No-Wave-Band Swans, die Folk-Rock-Band Steeleye Span und den Jazzmusiker John Coltrane. Musikalisch wird sie oft dem Folk-Rock und der Avantgarde-Musik zugeordnet, wobei besonders Charlie Lookers von der Renaissancemusik beeinflusster Gesang hervorgehoben wird. Die Studioalben finden meist ebenso positiven Anklang wie die Liveshows; so schreibt etwa Jared W. Dillon auf Sputnikmusic.com über „Made Flesh“:

‘Made Flesh’ has put Extra Life into the stratosphere of other highbrow avant-garde rock groups such as Kayo Dot and Time of Orchids. All unequal in their uniqueness and constantly pushing the lines of what genre and popular music is.

„'Made Flesh’ hat Extra Life in die Stratosphäre anderer hochintellektueller Avantgarde-Rockbands wie etwa Kayo Dot und Time of Orchids versetzt. All jene sind ungleich in ihrer Einzigartigkeit und loten ständig die Grenzen dessen aus, was Genre und Popmusik sind.“

## Diskografie

### Studioalben
- 2008: Secular Works
- 2010: Made Flesh
- 2012: Dream Seeds
- 2022: Secular Works, Vol. 2

### EPs
- 2008: Extra Life
- 2008: A Split (Split-EP mit Nat Baldwin)
- 2011: Ripped Heart